# 文民統制

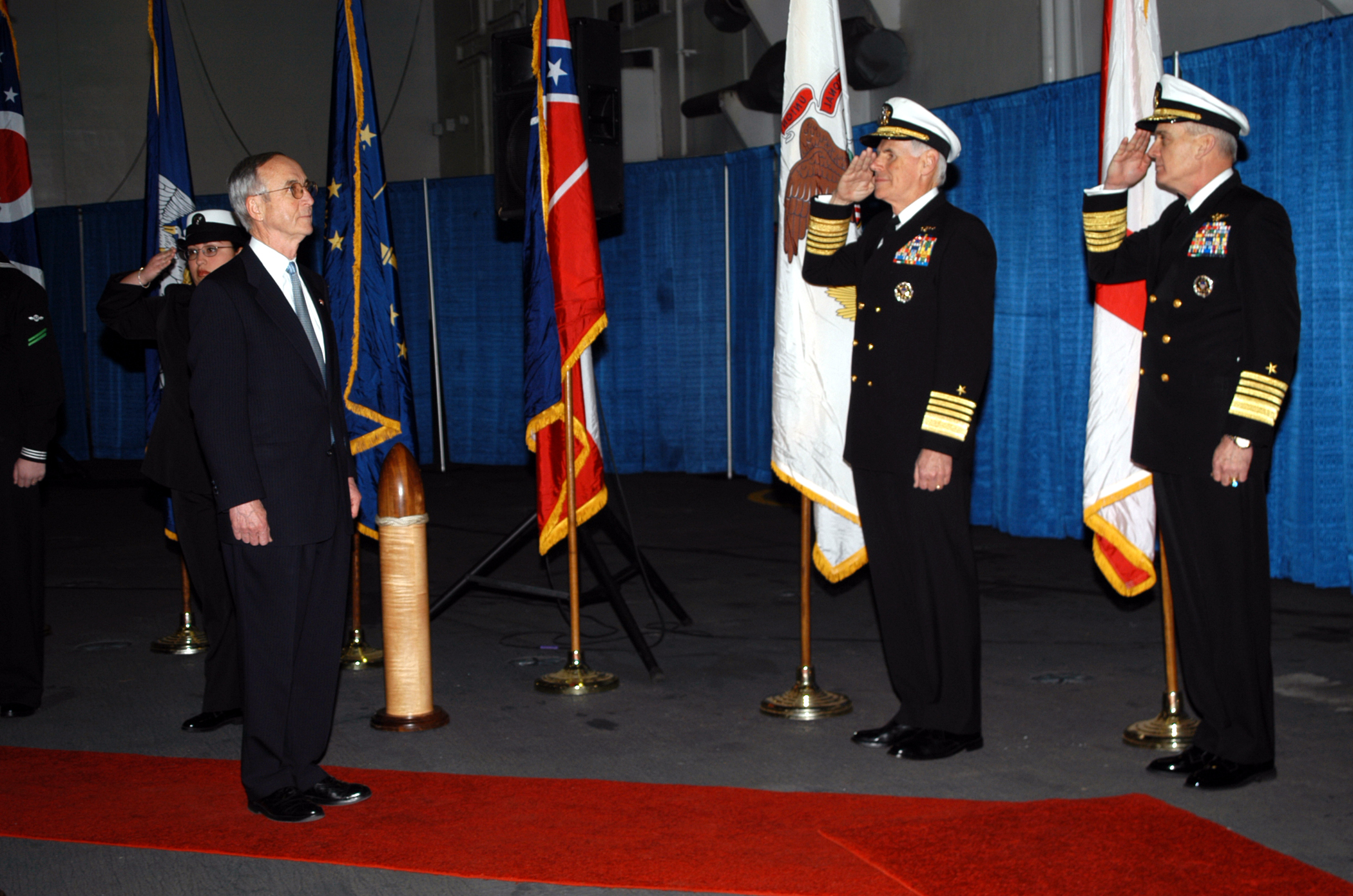
アメリカ軍司令官交代式にてゴードン・イングランド海軍長官を敬礼して迎えるジョン・ナスマン海軍大将 (右端) とウイリアム・ファロン海軍大将。海軍長官は海軍省（国防総省内の部局）の文民による長であり、海軍と海兵隊を指揮下に置く。海軍長官は同じく文民である国防長官の下に属する（2005年2月18日）。

文民統制（ぶんみんとうせい、シビリアン・コントロール、英語: civilian control of the military）とは、文民たる政治家が軍隊を統制するという政軍関係を意味する。

## 概要
文民統制（シビリアンコントロール、英語：Civilian Control Over the Military）とは、民主主義国における軍事に対する政治優先または軍事力に対する民主主義的統制をいう。すなわち、主権者である国民が選挙で選出した国民の代表を通じて、軍事に対して最終的判断・決定権を持つという国家安全保障政策における民主主義の基本原則である。政治統制（Political control）や文民優越（civilian supremacy）と言うこともある。一般的に軍の最高指揮官は首相・大統領とされるが、これはあくまでも軍に対する関係であって、シビリアン・コントロールの主体は立法府（国会・議会）そして究極的には国民である。このため欧米では、本質を的確に表現するポリティカル・コントロール（政治的統制）あるいは民主的統制・デモクラティックコントロールという表現を使うことが一般的になりつつある。
民主主義国において戦争・平和の問題は国民の生命・身体の安全・自由に直結する最重要の問題であるので、主権者である国民が国民の代表を通じてこれを判断・決定する必要がある。
シビリアンコントロールにおいては職業的軍事組織は軍事アドバイスを行い、これを受けて国民の代表が総合的見地から判断・決定し、その決定を軍事組織が実施するということが原則となる。国防・安全保障政策の基本的な判断と決定は選挙で選出された国民の代表が行う。これは彼らが軍人・文官官僚より優秀ということでは無く、国民の代表という正当性を体現するからである。そして何よりも国民の代表は国民に対して説明責任を持ち、したがって国民は彼らの決定に不服があれば、選挙を通じて彼らを排除出来るからである。
シビリアンコントロールの下で法の支配と民主主義の政治過程を尊重する観点から、軍事組織の構成員はあくまで軍事の専門家としての役割に特化し、政治判断に敢えて立ち入らないとされる。軍事組織は予断を行わず正確に情報を開示し、国会（国民）に判断・決定を仰いで国会（国民）の決定を確実・正確に執行する役割に特化する。将兵は任官において議会・大統領（元首）又は立法・国民に対する忠誠の宣誓が求められる。
一般的に軍事的組織構成員も国民の1人として投票権を行使する。しかしシビリアン・コントロールの下で軍事的組織は政治的中立性・非党派性を保つべきものとされ、軍事的組織構成員が政治的活動を行い、政治的意思表明を行う場合はまず軍務を辞するべきものとされる。

### 文民統制と国民世論
戦前の日本で文民統制が喪失したのは、時の政権が求めたからでは無く、内容自体は国家意思の最高決定権の意味での主権は天皇にあるという明治時代から政府・議会の暗黙の了解だった。美濃部達吉貴族院議員による天皇機関説を排撃することで、与党となって主導権を握ろうとした野党の立憲政友会とマスコミに煽られた国民世論が、時の岡田内閣に国会外で天皇機関説に対する政府見解を迫って国体明徴声明を出させたことで起きているとの見解がある。

## 文民統制の分類
ハーバード大学のサミュエル・P・ハンティントンによれば、文民統制には大きく2つの形態が存在する。第一に「主体的文民統制」であり、文民の軍隊への影響力を最大化することによって、軍隊を政治に完全に従属させ、統制するというものである。しかしこれは政治家が軍事指導者となる必要があるため、軍隊の専門的な能力を低下させることになり、結果的に安全保障体制を危うくする危険性がある。もう一方に「客体的文民統制」がある。これは文民の軍隊への影響力を最小化することによって、軍隊が政治から独立し、軍隊をより専門家集団にするというものである。こうすれば軍人は専門化することに専念することができ、政界に介入する危険性や、軍隊の能力が低下することを避けることができる。また現代の戦争は非常に高度に複雑化しているため、階級の上下を問わず専門的な分野の技能を持った職業軍人が必要とされている。

## 文民統制の必要性
シカゴ大学のモーリス・ジャノヴィッツは適切な文民統制の必要性・役割を政軍関係における軍隊への有効性と有事即応性の判断、国際情勢への対応度、市民と軍務との関係の程度を決定することにあると論じた。また適切な文民統制のために文民は以下のことを行うべきであると述べた。
1. 軍事目標を実行可能なものに限定すること。
2. 政治目的と合致した軍事ドクトリンを形成すること。
3. 軍隊における専門性および専門的自尊心をより高めること。
4. 民主的政治制度の正統性の気風を高めること。

以上に基づいて文民政治家が軍隊の仕事を真に理解してその責任を評価することと軍人が認識することによって政治の統制に従うのであると結論している。

### 民主体制との整合
政治家は選挙により国民の信託を受けており、政治家が失敗をしたとしても、その政治家を選んだ国民にも責任があるといえる。余りにも戦争指導が酷ければ議会によって不信任を突き付けられるか、選挙で落選するであろう。しかし、軍人は国民に選挙で選ばれたわけではない、ただの官吏である。
クーデターなどの手段で軍人が政権を握り、政治指導を失敗した場合、国民は自分たちが選んだわけでもなく替える手段もない指導者のために大災厄をこうむる事になる。国民が主権者である民主国家では文民統制の維持は政軍関係の原則であって、民主国の軍人は政治や外交に干渉せず、国民が選挙で選んだ政治家の指導に服し、軍務に精励することが求められる。
逆に五・一五事件の時に大衆から将校たちへの寛恕を求める請願があり、結果として甘い処分で済ませたことが軍規を緩ませ、軍人の驕慢を許して二・二六事件につながった。政治家は軍人の反乱に対しては断固として鎮圧し、徹底して調査・処分して軍部独裁を阻止する事が正しいという主張もある。
帝国憲法下の選挙制度においては職業軍人及び召集された者は選挙権（及び被選挙権）が停止されていた。戦後においては自衛官もまた大衆であり国民であって、一般に兵もまた政治的意見を表明することを妨げられることはないが、任官に際して議会・元首・立法・国民に対して行った忠誠の宣誓に基づく統制を受ける。なお石破茂はこう語っている。

### 国家戦略性
政治家は軍事に素人であるが、軍人は政略・外交また特に近代戦を遂行するについて不可欠な経済・産業・財政について素人であり、戦争が外交の延長である以上、戦争の大局判断、政略・戦略・外交、そして開戦と講和については政治家が最終的に判断を下すべき事項である。文民統制を確立することは、戦争の大局を左右する段階での軍人の独断や（ただし、切迫した状況下での現場指揮官の即断は、事前に示された範囲においてある程度認められている）、クーデターなどに歯止めを掛ける上で極めて有効な方法であり、政治家と軍隊の腐敗や癒着を避ける意味でも極めて重要な制度である。

## 各国の文民統制の歴史的経緯
歴史上、多くの王や貴族などの支配者は政治家であると同時に軍人でもあった。主権国家体制の成立する以前の前近代では、必ずしも治安を維持する警察機能と国防を担う軍事機能が明確に峻別されるものではなく、武力・軍事力を常に独占的に掌握しておくことは政治的権力の維持のためにも必要であった。また、外交が発展する近代までは安全保障の重要性が今以上に高かったためであると考えられる。同時に軍隊の組織も発展途上であり、軍事戦略・作戦・戦術に関する理論体系も整っておらず、兵器も原始的なものであったために専門的な知識・技能がなくとも作戦部隊の指揮官としての仕事がこなせたことも大きな要因である。古代中国では軍師と呼ばれる役職が存在し、君主や将軍に対し軍政問わず様々なアドバイスを行っていた。
近世以降は戦争が高度化・複雑化し軍事に関して専門的な知識・技能を持つ人材の確保が軍隊の急務になってきたため、近代からは士官学校で教育を受けた士官が指揮官となり、各兵科の教育を受けた下士官や兵による職業軍人で構成された軍に変化していった。同時に軍隊に残っていた王族や貴族といった政治家勢力を軍隊から排除することが指揮統率の合理化に必要である、ということが職業軍人たちから主張されるようになり、軍政分離が進んだ。これが軍隊の専門化を進め、現代の文民統制の基本形となっている。

### 欧州
文民統制は17世紀から18世紀のイギリスにおいて登場した。中世の国王の軍事力乱用やクロムウェルの独裁政治の影響から国王の常備軍を危険視する声が高まり、議会と国王の権力闘争が行われた中、1688年の名誉革命と翌年の権利章典によって、議会が軍隊を統制することによって国王の権限を弱体化させようとした。しかし議会はその意思決定に多大な時間がかかり、また軍事に関する決定事項は膨大であるために軍隊の仕事がしばしば滞り、結局後に議会は軍隊の指揮監督権を国王に返還した。1727年に責任内閣制が発足して陸軍大臣が選ばれたが、軍隊の総司令官の人事権と統帥権は国王にあったため、陸軍大臣は軍事政策に関する権限のみ委託されており、二元的な管轄が残っていた。
本格的に政軍関係問題が浮かび上がったのは19世紀に入り、プロフェッショナル将校団が台頭してきたことに起因する。プロイセン王国の将校であったカール・フォン・クラウゼヴィッツが、自著『戦争論』のなかで、「政治が目的であって戦争は手段である」と述べて政治の軍事に対する優越を論じ、その上で「戦争がそれ自身の法則を持つ事実は、プロフェッショナルの職業軍人に外部から邪魔されずにこの法則にしたがって専門技術を発展させることが認められることを要求する。」として軍事専門家組織としての軍隊の確立を要求した。これが現代の文民統制の原型である。また同時に効率的に軍事を政治の統制下におくために、「武官を入閣させるべきである」と論じた。しかしクラウゼヴィッツの理論は後世の研究者たちによって「政治を軍事行動に奉仕させるために、武官を入閣させるべきである」と誤解された。
第二次世界大戦時、ドイツのアドルフ・ヒトラー、イタリアのベニート・ムッソリーニ、またソ連のヨシフ・スターリンは文民の立場で戦争指導を行った（但し戦争が本格化すると、それぞれ陸軍総司令官・元帥首席・ソ連邦元帥として軍隊の地位や階級を自らに付与し、公式の場で軍服を着用する事も多かった）。しかし、これらの全体主義国家ではそもそも国政に一般国民が参与する機会が著しく制限されていたこと、軍事力が体制の維持に利用され軍による弾圧や市民の殺害が行われるなど「軍事に対する主権者国民の優位」という文民統制の意義は大きく損なわれた。そのためドイツ国防軍によるヒトラー暗殺計画のように、文民の政権を武力で打倒してでも民主主義を復活させようという企てが起こるに至った。

### 米国
アメリカ合衆国は軍隊を創設した当初から強力な常備軍を持たないことを掲げ、その統帥権を伝統的に文民政治家に委ねてきた。合衆国憲法においては大統領は軍隊の最高指揮官であると定めており、大統領が軍隊を統帥し、軍隊の維持および宣戦布告は議会の権限であると定められている。軍部各省の長官・次官・長官補佐などの文民主要ポストに加え、佐官以上の将校の任命と昇進は上院の同意のもとで大統領によって行われる。
南北戦争においてもリンカーン大統領が戦争指導を行った。この際に、大統領による軍事指揮としての大統領令をもってして、交戦地域や占領地域のみならず銃後の市民の自由権や財産権も大きく制約され、その多くが合衆国最高裁判所の合憲判決により大統領の権限として認められた。第二次世界大戦においても大統領の統帥権の徹底という意味での文民統制が機能しており、フランクリン・ルーズベルト大統領は、ウィリアム・リーヒ統合参謀本部議長との協議を通じて戦争指導を行った。
大戦後、空軍を陸軍から独立させ国防総省が発足した際に、海軍出身の国防長官が空軍と対立した末に病気辞任し、後任の陸軍出身の国防長官は海軍と対立し、その結果として海軍長官が辞任し数名の海軍将官が解任される「提督たちの反乱」が起こっている。
朝鮮戦争時においては、朝鮮国連軍の司令官であったダグラス・マッカーサーが軍事的合理性から、核兵器の使用を含めた中華人民共和国への攻撃を具申するが、トルーマン大統領は、中国への攻撃は、軍事面からは必要かもしれないが、全体的な国際情勢の観点から不利益となりうると考えて却下した。しかし、却下された後も、マッカーサーは政府からの緘口指示に反して外部に向けて主張を述べ続けたため、トルーマンはこれを文民統制違反とみなしてマッカーサーを罷免した。
ベトナム戦争は議会権限に属する宣戦布告を経ずに大統領の判断でなし崩しに拡大したため、後に議会は1973年戦争権限法を制定して大統領の軍指揮権に一定の制約を設けている。ベトナム戦争では、現地の総司令官ウェストモーランドが「政治がガイダンスを示さないために軍人が政治に介入せざるを得なかった」として国家戦略の不在のために軍事作戦の目的が曖昧化していたと述べており、また当時の第7空軍司令官は政府の指令を30回も破っていたことに示されるように、常に文民統制が効率的に機能していたわけではない。

### 社会主義諸国

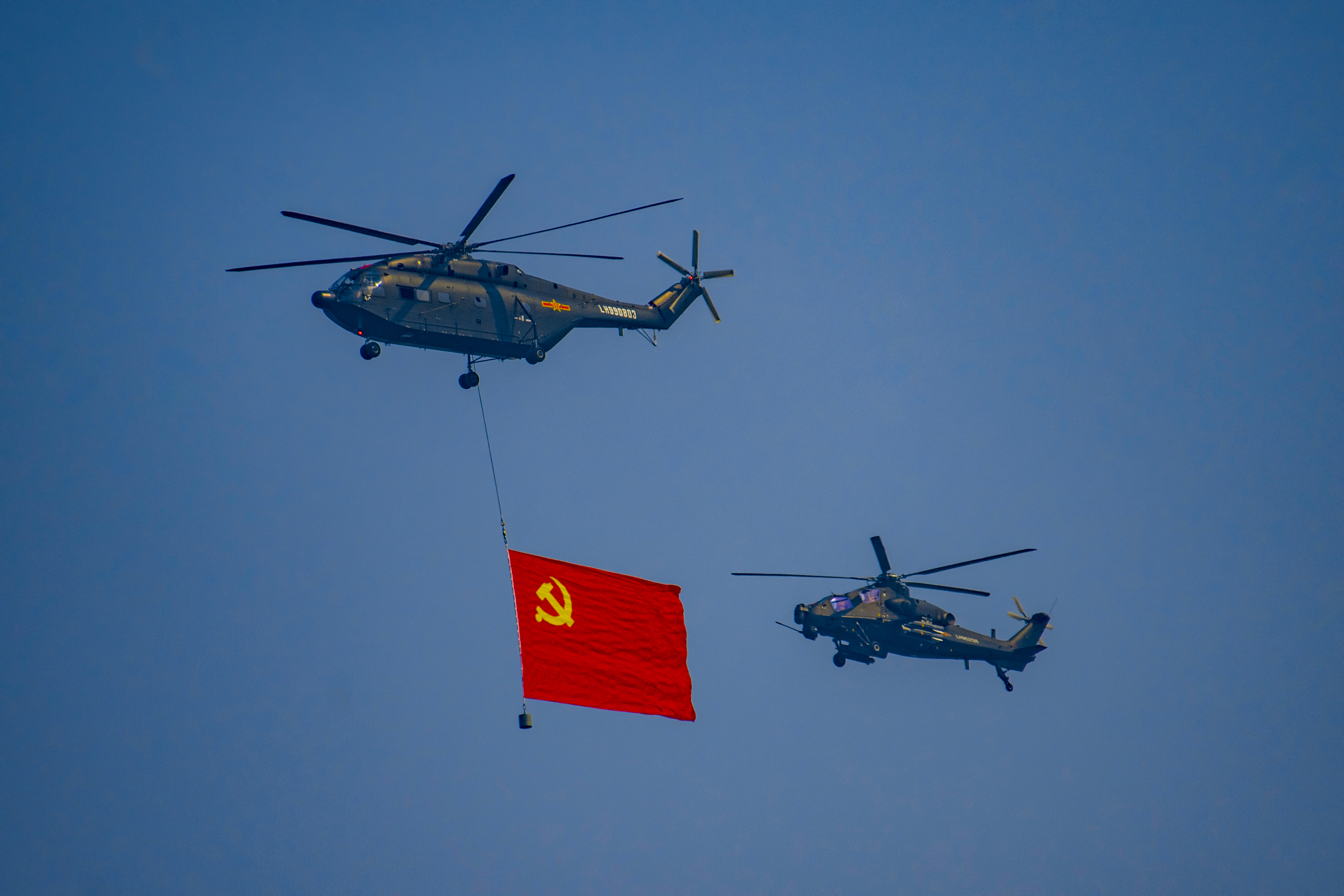
2019年10月中国建国70周年の軍事パレードで中国共産党旗を掲げる中国人民解放軍

マルクス・レーニン主義的理解において、文民統制は共産党の指導に軍が従うことを意味し、党の政治的決定あるいは政治的目的実現のため、軍は党に服属するものとされる（多くの社会主義国の憲法には「共産党の指導的役割」が明記されている）。そのため政治将校制度のような党の指導性が確実に実施される仕組みが整えられていた。中国人民解放軍やソビエト連邦の赤軍は革命戦争中に党の軍隊として発足し、党軍のままで国軍の代役を果たすものであるため、党が軍を直接指揮する。ただし赤軍は1946年に国軍のソビエト連邦軍に改組されている。
ソ連軍の最高司令官はソ連共産党書記長であり、書記長は軍事だけでなく、経済などあらゆる政治的な権限を持っていた。また、党書記長は国防会議の議長も兼ねていた。
中国人民解放軍の最高司令官は中国共産党中央軍事委員会主席（基本的に中華人民共和国中央軍事委員会主席を兼ねる）であり、政治上の最高実力者が就くポストとみなされている。おおむね党の最高位者が兼ね、1989年からは中国共産党中央委員会総書記職も兼務する慣行がある。例外的に、最高実力者であった時代の鄧小平は、党と国家の最高位ポストには就かず、中央軍事委員会主席と党中央顧問委員会主任にのみ就いていた。
金日成時代の朝鮮民主主義人民共和国では党が軍を指導する原則が貫かれていたが、金正日時代に逆転し、軍が党や政府に対して優越するという先軍政治の理念が掲げられるようになった。金正恩時代になると、それまでの最高指導機関の国防委員会を国務委員会に改組するなど、変化も見られる。朝鮮労働党中央軍事委員会は朝鮮労働党規約第27条に規定されており、同国の軍事組織である朝鮮人民軍及び同国全ての武力組織を掌握している。中央軍事委員会委員長は、同党総書記で同国最高指導者。

### トルコ共和国
トルコは戦時においての文民統制は存在しない。
すなわち、平時は文民統制を受けるが、戦時下においては中央政府の強権が発揮される。トルコ陸軍はNATO加盟国内でトップクラスの兵力及び近代装甲兵器を保有しており、第一次大戦終結から建国に至るまでの経緯から、強い政治的発言力を持っており、戦略上の要衝として常にある程度の緊張感を持って任務に当たる。また青年男子には現在に至るまで徴兵制度が運用されており、スイス軍のような国民皆兵思想による重武装永世中立国家ではないが、NATO機構軍にとって非常に重要な役割を担っている。

## 日本における文民統制
2015年3月6日、「文民統制に関する政府統一見解」では「文民統制(シビリアンコントロール)とは、民主主義国家における軍事に対する政治の優先を意味するものであり、我が国の文民統制は、国会における統制、内閣（国家安全保障会議を含む）による統制とともに、防衛省における統制がある。そのうち、防衛省における統制は、文民である防衛大臣が自衛隊を管理・運営し、統制することであるが、防衛副大臣、防衛政務官等の政治任用者の補佐のほか、内部部局の文官による補佐も、この防衛大臣による文民統制を助けるものとして重要な役割を果たしている。文民統制における内部部局の文官の役割は、防衛大臣を補佐することであり、内部部局の文官が部隊に対し指揮命令をするという関係にはない。」としている。

### 文民統制と文官統制
日本における文民統制の根拠は、いわゆる芦田修正により自衛の為の軍隊の保持が想定されたことにより導入された大臣の文民規定（憲法66条2項）がある。また日本の再軍備において、警察予備隊、保安庁、防衛庁・自衛隊が創設されていく過程での関連法令によっても補完されてきた。
これらの法令に基づく制度の中には、「文官（官僚）が武官（部隊）を統制する」という本来の文民統制とは異なる制度も含まれていた。後に文官統制（文官優位）と呼ばれるこの制度は、再軍備の中枢を担っていく旧内務省官僚（とくに警察官僚）が旧軍人を復帰させたい政治勢力を抑え込む過程で、文官が自らを部隊自衛官（≒職業軍人）の上位に配置する形で作られた。このような日本独自の制度が作られたのは、文民統制の意味が正しく理解されなかったためであった。その後も55年体制において左派勢力の存在は大きく、防衛問題そのものが論じることを避けられたため、このような半ば恣意的な制度は長らく温存されることとなった。しかし、冷戦構造の崩壊以降は、自衛隊の役割が増大するにつれて行き過ぎた文官統制の見直しも進み、現在ではその大部分が廃止されている。
シビリアンコントロールにおける「シビリアン」とは、日本語訳で文民、つまり選挙を通じて民主的正当性（正統性）を担保された一般国民代表たる政治家（大臣クラス）のことを指すのであり、職業軍人ではないからといって防衛省の事務官(背広組)を含めた文官官僚（次官以下）のことを指すわけではない。元来、政治（選挙等による選抜）・行政（専門試験・能力による選抜）という二分論の下では、軍人（自衛官）も事務官も共に行政の領域に属する以上、民主主義を制度化する国家においては、双方とも政治による民主的な行政統制の下に置かれるべきものである。しかしながら、かねてから日本の防衛省(庁)においては、防衛大臣(庁長官)の下に、防衛参事官がおかれ、「防衛省の所掌事務に関する基本的方針の策定について防衛大臣を補佐する」という大きな権限が与えられてきた。そして、官房長・局長は防衛参事官をもって充てるものとされ、幕僚監部が作成する諸計画に対する指示・承認、並びに、幕僚監部に対する一般的監督について、防衛大臣を補佐する権限を与えられてきた。戦後日本においては、行政事務の分担管理原則の下で、行政官庁としての各省大臣に担当行政事務に関する大きな決定権が内閣制度上与えられていたにもかかわらず、実態としては、政務次官制度の非機能化、更に55年体制において派閥均衡に基づく短期ローテーション人事が慣習化するという「軽くて薄い大臣」運用がなされてきた。このため、文民統制を実質化させるためにも「軽くて薄い大臣」の周囲を「固める」必要があったわけであるが、その「固め役」として政治任用された者を就任させるのではなく、高級事務官を就任させるという制度化がなされたのが、上述した防衛参事官制度である。この意味において、防衛省（庁）の高級事務官には、行政官の枠を超えた極めて政治的な役割が、実態面のみならずそもそも制度的にも期待されており、逆にいえば、そこには「政治」家たる大臣が「行政」官たる高級事務官を行政統制する、という発想は見られなかった。このため、制度的・慣習的に内局が幕僚監部より優位に立ち、いわゆる「文官優位」、ないし「文民統制」ではなく「文官統制」の傾向を持つとの指摘がある。2003年3月5日、当時国務大臣の石破茂は「シビリアンコントロールの主体というものは、第一義的にはあくまで私ども選挙によって選ばれた者なのだということは間違えてはいけない。」と述べている。
このように「文官統制」の象徴とされてきた防衛参事官制度ではあるが、「文民統制ではなく文官統制であり弊害がある」と指摘する声が、武官たる制服組（自衛官）のみならず文民たる石破茂防衛大臣（当時）等からも挙がり、2009年に制度が廃止、新たに内局の官僚（文官）の官房長と各局長の他に、自衛官（武官）の統合幕僚長、陸上幕僚長、海上幕僚長、航空幕僚長、情報本部長も参加する防衛会議が設置された。
さらに2015年には、防衛大臣が制服組トップの統合幕僚長や陸・海・空の各幕僚長に指示する際に内局の官僚の官房長や局長が大臣を補佐することを明記していることで、内局の背広組（文官）が制服組（自衛官）より優位にあると解釈されてきた、もうひとつの「文官統制」の象徴とされる防衛省設置法第12条を改正する方針を固めた。この改正により統合幕僚長ら制服組トップによる防衛大臣に対する直接の補佐が明記された自衛隊法との統合性が図られることになる。また、同じく「文官統制」の象徴とされてきた官僚組織である内局の運用企画局を廃止し、幹部自衛官で構成された統合幕僚監部に自衛隊の運用（作戦のこと）を一元化する。これについて中谷元防衛大臣は、「政策的見地から背広組（官僚、文官）が、軍事的見地から制服組（自衛官、武官）が対等に大臣を補佐することで文民統制の強化に繋がる」として歓迎した。そして同年6月10日、改正防衛省設置法が参議院本会議で自民党、公明党、維新の党などの賛成多数で可決、成立した。
他国における文官統制（文官優位）の事例としては、古代中国において、科挙に合格した官僚（文官）が、軍人向けの試験（武科挙）で登用された武官に優越しており、同じ位階でも文官は武官に対する命令権を持っていた。

### 文民統制と公務員の政治的行為
日本では軍事官僚と一般職国家公務員は同等の政治的行為が禁止されている が、法的規制の経緯についてはそれぞれの歴史的背景やその合意・導入の経緯が異なっている。
現行国家公務員制度においては、一般職の政治的行為が広範に禁止・制限されている。これは米国のハッチ法（Hatch Political Activities Act,1939,as Amended）を導入したもので、当初制定された国家公務員法（昭和22年法律第120号）は、寄付金等の要求等の行為のみに限り政治的行為を制限し、その違反行為に対する罰則規定も定めていなかった。のち「二・一ゼネスト」など官公庁の労働運動の高まりを受けた連合国最高司令官ダグラス・マッカーサーが芦田均首相宛てに書簡を送り、国家公務員法の全面的改正を指示した経緯によるものである（⇒政治的行為：沿革の項参照）。一方政軍分離を目的とした日本国憲法第66条の文民規定は、極東委員会の要請でGHQから強い要求があり憲法草案に追加されたという経緯による。
政府職員の政治的中立性の議論は19世紀になされ、米国では1877年ヘイズ大統領の行政命令に端を発し、クリーブランド大統領の1877年の行政命令、T・ルーズベルト大統領の1907年6月3日の行政命令に受け継がれた。やがて1930年代のニューディール政策以降、行政機関と職員数、その権限が急激に拡大したことを背景に1939年のハッチ法制定に到った。

### 歴史

#### 戦前・戦中
戦前の日本においてはドイツを参考にして陸海軍の統帥権は天皇にあると帝国憲法で定められ、統帥権は独立した存在であった。帝国憲法における内閣と議会は天皇の補弼と協賛のための機関であり、文民統制の基礎としては非常に危ういものであった。ロンドン海軍軍縮会議における統帥権干犯問題を経て、満州事変、五・一五事件、二・二六事件が起きると、軍は天皇の大権にのみ服し、文民政治に従属しない実態が露呈した。ゴーストップ事件のようなささいな事件においても政軍関係が問題となった。
1937年（昭和12年）支那事変（日中戦争）の発生に伴って大本営が設置されたが、大本営の頂点は天皇であり首相ではなく、また議会や内閣は関与しなかった。政軍関係は大本営政府連絡会議を設置して維持され、天皇・政府首脳の意向に沿って政府方針の範囲内で軍事戦略を組み立てる体裁をとった。太平洋戦争（大東亜戦争）中の1944年には、陸軍大臣東條英機及び海軍大臣嶋田繁太郎がそれぞれ参謀総長・軍令部総長を兼任した。東條・嶋田両名が現役軍人であったことをもって、統帥権の暴走とする論もあるが、正しくは政府と統帥の一体化・政府の指導性確保を図ったものである。実際、陸海軍大臣が総長を兼職したものであり、当時から既に、軍政軍令の混淆は違憲であるとの批判が根強くあった。なお、この体制はサイパン島陥落によって東條の人気が下がると真っ先に槍玉に挙げられ、東條内閣の末期には陸相と参謀総長、海相と軍令部総長は再び分離された。その後の小磯内閣・鈴木貫太郎内閣でも陸海軍大臣と総長の兼任は実現していない。

#### 戦後
日本国憲法を審議した第90回帝国議会（制憲議会）では、第9条に関して芦田修正が行なわれたが、この修正により自衛（self-defence）を口実とした軍隊（armed forces）保有の可能性がある と危惧を感じた極東委員会が芦田修正を受け入れる代わりにcivilian条項を入れるように求めた。日本国憲法第66条に「内閣総理大臣その他の国務大臣は、文民でなければならない」と規定されているため、歴代の内閣総理大臣や国務大臣には文民が就任している。自衛官も含めて現職の自衛隊員が就く事は認められない（防衛省職員は防衛事務次官から一職員に至るまで、大臣副大臣政務官および一部の職員以外の全員が自衛隊員である）。
なお、自衛隊員、防衛大学校・防衛医科大学校及び高等工科学校生徒の宣誓には「政治的活動に関与せず」の文言がある。
戦後日本のシビリアンコントロールは旧内務官僚主体の防衛庁内局が軍国主義復活を抑えるために、旧陸海軍出身者主体の陸・海・空幕僚監部を押さえ付けて管理・統制する「文民統制」ならぬ「文官統制」と揶揄されるような状態が長く続いていた。
旧内務官僚（警察官僚）出身で、後に防衛事務次官を務めた丸山昂は防衛庁のシビリアンコントロールについて、防衛庁内局の高官でありながら批判的に見ており、「（旧内務官僚は）軍国主義を押さえるのは俺たちだという、そういう意気込みを持って入ってきたのじゃないかな。たとえば、制服を呼んで、星の数が多い制服を前に立たせておいて、こっちは机の上に足をのせて聞くとかね。それが内局のコントロールなのだ、というふうに取られておった。」と述べている。また、当時の防衛庁内局が制服組を押さえる事だけに腐心し、本来力を入れるべき課題である日米防衛協力・日米共同作戦に関しての内容が丸山曰く「何もない、空っぽ」なまま放置され、日米間の協議から防衛庁が締め出される形で外務省が主導して行われていた事に関して危機感を抱いていた。
三島由紀夫は『檄』において、自衛官らに対し、「諸官は任務を与へられなければ何もできぬといふ。しかし諸官に与へられる任務は、悲しいかな、最終的には日本からは来ないのだ。シヴィリアン・コントロールが民主的軍隊の本姿である、といふ。しかし英米のシヴィリアン・コントロールは、軍政に関する財政上のコントロールである。日本のやうに人事権まで奪はれて去勢され、変節常なき政治家に操られ、党利党略に利用されることではない」と述べている。
1963年に防衛庁の統合幕僚会議事務局は朝鮮半島有事が日本に波及する事態を想定し、自衛隊の防衛出動や戦時立法などを「昭和38年度統合防衛図上研究」として研究した。2年後に日本社会党が取り上げ、当時の佐藤栄作首相も知らされていなかったため、野党は「制服組の独走」などとして追及し、防衛庁は「政府が計画や方針を決定するためではなく、単なる研究だ。研究の結果、何らかの措置が必要なら防衛庁長官に要望が行われ、長官がその処理を判断する。文民統制は確保されている」との見解を示した。（三矢研究）
1978年、当時統合幕僚会議議長の栗栖弘臣が週刊誌のインタビューで「（日本が奇襲攻撃を受けた場合、自衛隊の）現地部隊はやむにやまれず、超法規的行動をとることになるでしょう。法律がないから何もできないなどと言っちゃいられないような事態が将来、起こりえる。」と発言した。有事法制の必要性を指摘するものだったが、当時の金丸信防衛庁長官は「真意はともあれ、自衛隊が現行法制を無視して行動する可能性があるかのごとき誤解を与える。」として議長を解任し、栗栖は勧奨退職に応じた（懲戒処分は行われていない。）。
1992年、陸上自衛隊高射学校の戦史教官だった柳内伸作三佐は週刊誌に、「（政治腐敗を）断ち切るにはどのような手段があるか。革命かクーデターしかありません」と自衛隊によるクーデターを容認するかのような論文を寄稿した。防衛庁は「品位を保つ義務に違反した」として、懲戒免職処分とした。
2008年、当時の田母神俊雄航空幕僚長がアパグループの懸賞論文に応募し、賞金300万円の最優秀賞を受賞した。「日本は侵略国家であったのか」と題した論文は「今なお大東亜戦争で我が国の侵略がアジア諸国に耐え難い苦しみを与えたと思っている人が多い。しかし、私たちは多くのアジア諸国が大東亜戦争を肯定的に評価していることを認識しておく必要がある」と主張。また日中戦争について「我が国は蒋介石により日中戦争に引きずり込まれた被害者」、日米戦争についても「日本を戦争に引きずり込むためアメリカによって慎重に仕掛けられたワナだったことが判明している」などの指摘をした。その後、過去の植民地支配と侵略への「深い反省」を表明した1995年の村山談話に反する内容であり、田母神が防衛省の内規に反し、論文発表について事前の届け出をしていなかったとして、当時の浜田靖一防衛相は更迭を決定した。

#### 政府の立場
昭和45年4月7日 衆議院本会議において佐藤榮作内閣総理大臣が「シビリアンコントロールについてお尋ねがありましたが、申すまでもなく、自衛隊は政治優先のシビリアンコントロールの原則が貫かれております。そしてその背景には、戦前の苦い経験があることを忘れてはなりません。現在、自衛隊のシビリアンコントロールは、国会の統制、内閣の統制、防衛庁内部における文官統制、及び国防会議の統制による四つの面から構成されておりまして、制度として確立されているものでございまして、この点では不安はない、かように私は思います。」と述べている。
昭和63年2月23日 衆議院予算委員会において竹下登内閣総理大臣が「シビリアンコントロールの原則でございますが、私は、防衛政策等を立案する際に、まず内局と制服とのいろいろな話し合いがあって、内局というものが制服をコントロールすると申しますか、そういう機能がまず第一義的にあるではないか。その後は今度は内閣一体の責任で予算編成をしたりあるいは防衛の基本政策を議論して決定する、そこがまた一つの機関であると思いますが、それをより重要に位置づけるところにかつての国防会議、今の安全保障会議というものがあるんじゃないかというふうに思います。」と述べている。
平成9年01月30日 参議院予算委員会において橋本龍太郎内閣総理大臣が「確かに私は、今までシビリアンコントロールという言葉が誤解され、内局の同行なしに制服の幹部の人たちが例えば国会あるいは総理官邸に来れないといった雰囲気が議員御在職のころにはあったのかなと改めて思いました。私は今そういう空気は変えようといたしております。そして、そう変えようとしていることは統幕議長あるいは三幕僚長たちには受けとめていただいていると思います。これが定着てきるかどうかわかりません。しかし、そういう努力はいたしていくつもりでありますし、またシビリアンコントロールというのは、内局がそばにいることが、そして発言をコントロールすることがシビリアンコントロールだとは私は思っていない。」と述べている。
平成10年4月2日 衆議院安全保障委員会において久間章生防衛庁長官が「内部部局が自衛隊をコントロールするという、それがシビリアンコントロールだとは思いません。シビリアンコントロールといいますのは、先ほど言いましたように、私の認識では、政治が軍事に対して優先するということで、防衛庁長官が自衛隊に対してそれをコントロールする、そのときに内部部局というのはあくまで防衛庁長官を補佐する役割にすぎないのじゃないか、そういうふうに思っております。要するに、防衛庁長官がコントロールし、あるいはその上の総理大臣を初めとする内閣がコントロールし、さらには国会がコントロールする、これがいわゆるシビリアンコントロールの基本ではないかというふうに思っているわけでございます。」と述べている。
平成27年3月6日 衆議院予算委員会において中谷元防衛相が「文民統制（シビリアンコントロール）とは、民主主義国家における軍事に対する政治の優先を意味するものであり、我が国の文民統制は、国会における統制、内閣（国家安全保障会議を含む。）による統制とともに、防衛省における統制がある。そのうち、防衛省における統制は、文民である防衛大臣が、自衛隊を管理・運営し、統制することであるが、防衛副大臣、防衛大臣政務官等の政治任用者の補佐のほか、内部部局の文官による補佐も、この防衛大臣による文民統制を助けるものとして重要な役割を果たしている。文民統制における内部部局の文官の役割は、防衛大臣を補佐することであり、内部部局の文官が部隊に対し指揮命令をするという関係にはない。」と述べ、政府統一見解を示した。ほか、同委員会において安倍晋三内閣総理大臣が「文民統制と内部部局の文官の役割についての政府の基本的な考え方、これは不動の考え方でございますが、ただいま中谷大臣から答弁したとおりでございます。」「これは防衛省の大臣として中谷大臣が答弁し、そして総理大臣として今答弁をまさに追認した、追認というか、これは統一した見解でございまして、総理大臣として、いわば内閣を代表して答弁をしているわけでございますから、当然、政府の考え方でございまして、これは今までの考え方と変わりがないということでございます。」と述べている。